# Курский троллейбус
Курский троллейбус — система троллейбусного транспорта города Курска. Эксплуатация открыта 18 августа 1972 года.

## История
18 августа 1972 года в Курске было открыто троллейбусное движение. Первый троллейбус прошел по маршруту «СХИ - Красная площадь». Протяжённость этого маршрута в то время составляла почти пять км. Открывали движение 25 троллейбусов ЗиУ-5 (модификации Д), получившие инвентарные номера 01-25, первым начальником стал Владимир Денисович Левченко. Первая группа водителей троллейбуса училась в Воронеже.

## Хронология

### Советский период

#### Послевоенное время (1972 — 1991 гг.)
- 18 августа 1972 года — открытие маршрута №1 «СХИ — кинотеатр Октябрь»
- 5 октября 1973 года — открытие маршрута № 2 «СХИ — ул. Бочарова»
- 27 октября 1973 года — продление линии от ул. Бочарова до Южной автостанции (пл. Дзержинского).
- 5 января 1975 года — открытие маршрута №3 «ул. Бочарова — Школа №12»
- 4 ноября 1976 года — продление линии маршрута №1 до СХИ до ККПФ (Курской картонажно-полиграфической фабрики ).
- 5 ноября 1982 года — открытие маршрута №4 «кинотеатр Октябрь — ул. Серёгина».
- 6 ноября 1985 года — открытие маршрута №5 «кинотеатр Октябрь — СХИ» (как пиковой версии №2) и №6 «кинотеатр Октябрь — Магистральный проезд»
- 6 ноября 1989 года — открытие маршрута №7 «кинотеатр Октябрь — Авиацентр»

### Курский троллейбус после распада СССР
- 25 января 2010 года — открытие линии до 1-го Северо-Западного микрорайона и маршрута №9 Знаменский собор — 1-й Северо-Западный микрорайон (официальное открытие состоялось 3 февраля). Позже и продлили маршрут №2.
- В период 2010-х годов закрыты маршруты №4,№5,№6 в связи их неактуальными трассами.

Фактически маршрут №4 сокращенная версия восьмого маршрута. Маршрут №5 укороченная версия маршрута №9. Маршрут №6 работал до 2017 года. Линия от Магистрально проезда до 1–й Строительной улице (975 метров) сохранена, но не используется вовсе.
- 13 марта 2019 года — на линию вышел первый ТУАХ на маршрут № 11 Знаменский собор -  пос. Северный.

#### Транспортная реформа в Курске (2022 — н.в.)
- 3 апреля 2023 года — объединение троллейбусных маршрутов № 1 и № 11.
- 1 июля 2023 года — прекращение работы маршрута № 3. Линия от улицы Сонина до Школы №12 сохранена, но не используется вовсе. Маршрут № 8 изменён до своей первоначальной версии Троллейбусное Депо – ул. Серёгина как в 2002 году.
- 1 января 2024 год — изменение стоимости проезда с 25/31 (карта/наличные) до 27/33 (карта/наличные)[3].

## Эксплуатант
Эксплуатацию троллейбусной системы в Курске осуществляет ГУПКО «Курскэлектротранс», расположенное по адресу:  305022, г. Курск, ул. 2-я Агрегатная, д. 4а, Восточное трамвайное депо.

## Автоэлектропарк
Автоэлектропарк города расположен в микрорайоне СХА по адресу: 305001, г. Курск, ул. Кавказская, 41. Рассчитано на 100 троллейбусов. На территории депо имеются 2 мойки, 5 канав (2 проходные для ТО-1, одна для мелкого ремонта, одна делится на покрасочную и для мелкого ремонта, 2 канавы для ТО-2).
В 2013 году администрацией города Курска была выделена территория на улице Энгельса для строительства современного трамвайно-троллейбусного парка, однако работы так и не были начаты.
Генпланом города Курска до 2040 года предусмотрено строительство троллейбусного парка в районе посёлка Искра.

## Маршруты

### Действующие
По состоянию на 2025 год в Курске эксплуатируются 5 троллейбусных маршрутов:
2. Улица Бочарова — ТЦ «Континент» (1-й Северо-Западный микрорайон)
7. Знаменский собор — Авиацентр
8. Троллейбусное депо — Льговский поворот (обратно через к/ст «Улица Бочарова»)
9. Знаменский собор — ТЦ «Континент» (1-й Северо-Западный микрорайон)
11. Знаменский собор — Микрорайон Северный

### Закрытые
1. Знаменский собор — ККПФ (с 3 апреля 2023 г. объединен с маршрутом №11)
3. Улица Бочарова —  Школа № 12 
4. Знаменский собор — Льговский поворот 
5. Знаменский собор — Троллейбусное депо 
6. Знаменский собор — Курскснабсбыт 
7а. Льговский поворот — Авиацентр 
10. Первый Северо-Западный микрорайон — ККПФ 

## Интервалы движения
2. 8 – 15 минут (выпуск 11 машин)
7. 20 минут (выпуск 4 машины)
8. 15 – 30 минут (выпуск 5 машин)
9. 12 – 16 минут (выпуск 6 машин)
11. 6 – 12 минут (выпуск 10 машин)

## Подвижной состав

### История поступления ПС

#### Советский период
- В 1972 году движение открыли 25 троллейбусов ЗиУ-5, бортовые 01-25;

#### Курский троллейбус после распада СССР
- Далее вплоть до 1999 года небольшими регулярными партиями депо обновлялось троллейбусами ЗиУ-682, бортовые 26-222;
- В 1998 году в Курске гостил троллейбус Киев-12, прибывший на выставку в честь 100-летия курского трамвая;
- В 2001 году в Курск прибыло 5 троллейбусов ВМЗ-5298, бортовые 223—227;
- Далее в 2004 году были закуплены троллейбусы ЗиУ-682, прошедшие КВР на заводе в Иванове, в количестве 5 машин, бортовые 228—232;
- В 2006 году в городе проходил испытания троллейбус АКСМ-321. После испытаний троллейбус работал до 2020 года в Минске;
- В 2007 году город получил 6 новых троллейбусов ВЗТМ-ЛиАЗ-5280, (№001—006) (нумерацию начали заново);

#### Закупка и сборка троллейбусов АКСМ-321 (БКМ-321, 1К)
- Самая неожиданная закупка произошла в конце 2009 года — были приобретены 10 низкопольных троллейбусов нового поколения АКСМ-321, получившие бортовые 007—016;
- В июне 2010 года в Смоленске куплен подержанный троллейбус АКСМ-321 (получил бортовой 017), а в 2011 году - ещё один новый (получил бортовой 032);
- В 2011 году началась сборка из белорусских комплектующих троллейбусов 1К на базе депо. На сегодняшний день собрано 24 троллейбуса (№ 021—031,№033—045)[18];
- В 2014 году депо получило 5 троллейбусов БКМ-321 (№046-050);
- В 2015 году торговая сеть Европа подарила троллейбус БКМ-321.Получил бортовой 051;Современная окраска курского троллейбуса БКМ-321

#### Троллейбусы ЗиУ и Тролза
- В конце августа – начале сентября 2010 года в Курск прибыли 3 троллейбуса ЗиУ-682Г-016.04 (№018—020).Сейчас один из них (бортовой №019) музейный.
- В конце января 2019 года в город прибыл первый из пяти троллейбусов с автономным ходом Тролза-5265.08 «Мегаполис» (получил бортовой 052);
- В 2019 году списан последний троллейбус ЗиУ-682;
- 9 мая 2019 г. прибыл второй из пяти троллейбусов с автономным ходом Тролза-5265.08 «Мегаполис» ( получил бортовой 053);
- 18 мая 2019 г. прибыл третий из пяти троллейбусов с автономным ходом Тролза-5265.08 «Мегаполис» ( получил бортовой 054);
- 28 мая 2019 г. прибыл четвертый из пяти троллейбусов с автономным ходом (получил бортовой 055);
- 11 августа 2019 г. прибыл последний из пяти купленных троллейбусов с автономным ходом (получил бортовой 056);
- В 2021 году началась эксплуатация троллейбусов из Москвы Тролза-5265.00 «Мегаполис» и БКМ-321, которые эксплуатировались до 2023 года.

#### Транспортная реформа в Курске
- В январе 2023 года списаны троллейбусы ЛиАЗ-5280 и ВМЗ-5298.
- 15 марта 2023 года в город прибыли троллейбусы новой модели ПКТС-6281.01 «Адмирал» с бортовыми номерами 300 и 301.
- В апреле 2023 года началась эксплуатация троллейбусов ПКТС-6281.01 «Адмирал» производства ООО «ПКТС». Всего на балансе предприятия числится 15 единиц этой модели. Также закончилась эксплуатация московских троллейбусов Тролза-5265.00 "Мегаполис" и БКМ-321

### Эксплуатируемый ПС
Пассажирский ПС
- БКМ-321 — 6 троллейбусов № 046 — № 051
- 1К — 19 троллейбусов №027 — № 045
- Тролза-5265.08 «Мегаполис» — 5 троллейбусов № 052 — № 056
- ПКТС-6281.01 «Адмирал» — 15 троллейбусов № 300 — № 314

Служебный ПС
- БКМ-321 № 012, № 028 и № 039 учебные троллейбусы.

Музейный ПС
- ЗиУ-682Г-016.04 № 019

### Ранее эксплуатируемый ПС
- ЗиУ-5Д
- ЗиУ-682 (модификаций В, Г, В00, Г-012 В0А и Г0А, Г10, Г-016.04)
- ВМЗ-5298.00
- ЛиАЗ-5280 ВЗТМ
- Тролза-5265.00 «Мегаполис»
- КТГ-1
- КТГ-2

### Испытания троллейбусов
- Киев-12.05 — 1998 г.
- БКМ-32102 — 2006 г.
- Тролза-5265.02 «Мегаполис» — 2018 г.

## Сборка троллейбусов
В 2010 году Курская область подписала контракт с ОАО «Белкоммунмаш» о сотрудничестве, в рамках договора из Минска в Курск был отправлен машинокомплект троллейбуса Белкоммунмаш-321.
 Уже 24 января он был собран. К 23 февраля были собраны ещё 4 троллейбуса, получившие номера № 021— № 025.
Сборка продолжалась до 2014 года, с тех пор на линию вышло 24 новых троллейбусов. Троллейбус получил модель 1К.